# Belgium Television
 (juin 2018).
Si vous disposez d'ouvrages ou d'articles de référence ou si vous connaissez des sites web de qualité traitant du thème abordé ici, merci de compléter l'article en donnant les références utiles à sa vérifiabilité et en les liant à la section « Notes et références ».
Belgium Television ou BTV S.A. (anciennement Youth Channel Television) est la filiale belge de Mediawan Thematics à 100 % qui dirige les chaînes de télévisions privées gratuites AB3 et ABXplore.

## Chaînes de télévision

### Actuellement
- AB3
- ABXplore

### Anciennement
- AB4 (2002-2017)
- AB Shopping (2010-2017)
- La4/Videoclick (2006-2009)

## Organisations

### Capital
Belgium Television est une filiale à 100 % de Mediawan Thematics.
Directeur général: Philippe Zrihen